# Молния (Чувашия)
Мо́лния (чув. Ҫиҫӗмкасси) — посёлок в Ибресинском районе Чувашской Республики Российской Федерации. Входит в Большеабакасинское сельское поселение  Основан в 1920-х годах.

## Название
По существующей легенде в 1905 году чебоксарский купец Ефремов для охраны своих лесов и земель в 5 км северо-западнее от Климово нанял жителя села Клементия Молниева и построил для него избушку.

## География
Расположена в пределах Чувашского плато, являющегося частью Приволжской возвышенности,  на правом берегу малой реки Шурлахвар, в 4 км от железнодорожной станции «Разъезд 265 км» Горьковской железной дороги.

## История
Сельскохозяйственная артель (колхоз) «Молния» была создана на базе товарищества по совместной обработке земли (ТОЗ) «Молния». Товарищество было первой артелью на территории Ибресинского района. ТОЗ принадлежал к числу передовых по республике. На ферме товарищества выращивали племенных быков, молочное стадо. Доярки артели в 1930-х годах были участниками Всесоюзной сельскохозяйственной выставки.
В 1920-х годах переселенцами из Тойси-Паразуси в 5 км севернее от деревни была образована сельскохозяйственная артель «Молния»; первым председателем стал тойсинец А. Ф. Симбирский.
C 1 октября 1927 года деревня в составе Тойси-Паразусинского сельского совета Ибресинского района, куда, кроме самой деревни, входил выселок (будущий посёлок) Молния.

## Население
| 2010 | 2012 |
| ---- | ---- |
| 60   | ↗71  |

## Инфраструктура
Личное подсобное хозяйство с зоной сельскохозяйственного использования, индивидуальная застройка усадебного типа.
Основа экономики — сельское хозяйство.

## Транспорт
Остановка общественного транспорта «Молния» в центре посёлка. 

## Комментарии
1. ↑  В будущем на этом месте появится населённый пункт Молния, названный в честь первопоселенца местности.
2. ↑  На этом месте образуется населённый пункт Молния.
3. ↑  До 28 сентября 1950 года, когда посёлок Молния был передан в подчинение Большеабакасинского сельского совета